# Pitangueiras (Parana)
Pitangueiras – miasto i gmina w Brazylii, w stanie Parana. Znajduje się w mezoregionie Norte Central Paranaense i mikroregionie Londrina.